# Ioujnoouralsk
Ioujnoouralsk (en russe : Южноуральск) est une ville de l'oblast de Tcheliabinsk, en Russie. Sa population s'élevait à 37 478 habitants en 2021.

## Géographie
Ioujnoouralsk est située au sud de l'Oural, sur la rive sud-est du réservoir de Ioujnoouralsk, un lac artificiel formé sur la rivière Ouvelka par un barrage construit en 1952. La ville se trouve à 88 km — 148 km par la route — au sud de Tcheliabinsk et à 7 km de la gare ferroviaire « Nijneouvelskaïa », sur la ligne Tcheliabinsk – Troïtsk – Orsk.

## Histoire
Stanitsa Nijneouvelskaïa
Le fortin de Nijneouvelsk est fondé en 1745 au bord de la rivière Ouvelka sur son cours inférieur par une unité de cosaques, sur ordre du gouverneur du gouvernement d'Orenbourg, Ivan Nepliouïev. Malgré l'éloignement de la frontière extérieure, la forteresse de Nijneouvelka était d'une grande importance en tant que point intermédiaire de la route entre les forteresses de Tcheliabinsk et de Troïtsk. C'est par cette route que l'on transportait toute sorte de produits, de métal et de munitions. La garnison est supprimée pour avoir pris le parti d'Emelian Pougatchev en 1773-1775 et l'endroit perd son statut de forteresse, devenant officiellement une simple sloboda.
En 1776, l'administration de la sloboda est installée dans la volost du même nom. Selon le décret de l'empereur Nicolas Ier du 4 mai 1843 sur le classement en formation militaire des paysans dans le domaine cosaque en rapport avec les besoins de l'État, la sloboda Nijneouvelskaïa reçoit le statut de stanitsa du 3e département de Troïtsk de l'armée d'Orenbourg. En mai 1924, la stanitsa devient le village d'Ouvelskoïe dans l'ouïezd du même nom de l'okroug de Troïtsk. En 1939, l'administration centrale du raïon est transférée au village près de la gare du nom de Nijneouvelski à 7 km de la gare.
Village de Ioujnoouralski (1948-1961)
L'ancienne stanitsa connaît une nouvelle naissance à la fin des années 1940, lorsqu'est construite une centrale thermique, du nom de centrale 
Ioujnoouralskaïa électrique de raïon (ЮГРЭС). Le village d'ouvriers surgit en 1948 à l'emplacement de l'ancienne stanitsa et prend le nom de Ioujnoouralski. Il devient commune urbaine, le 28 août 1950.
Ville de Ioujnoouralsk (depuis 1963)
Depuis le 1er février 1963, elle obtient le statut de ville et prend le nom de Ioujnoouralsk.

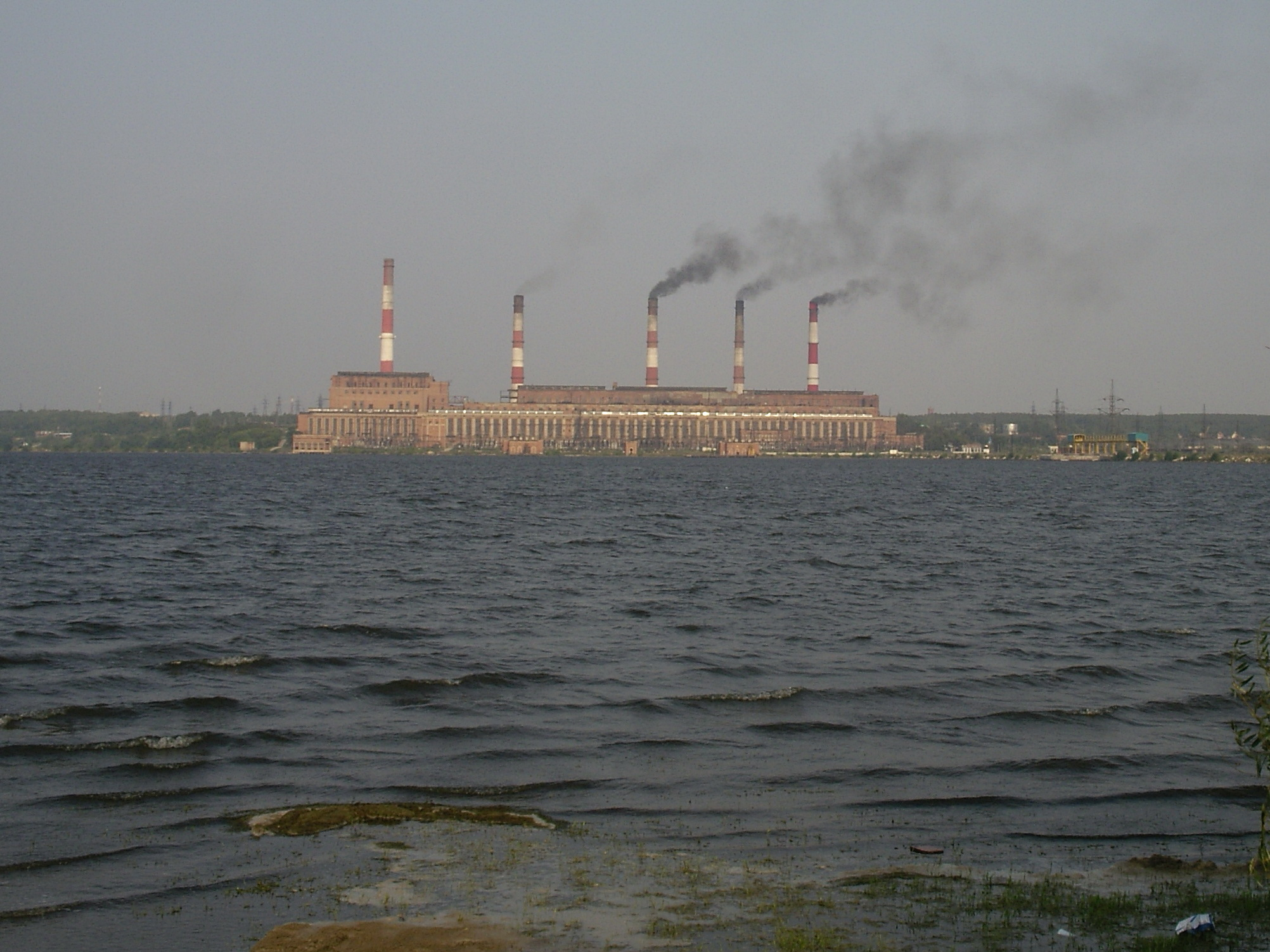
La centrale thermique de Ioujnoouralsk ; au premier plan le réservoir de Ioujnoouralsk.

## Population

### Démographie
Recensements (*) ou estimations de la population
| 1959*  | 1970*  | 1979*  | 1989*  |
| ------ | ------ | ------ | ------ |
| 22 403 | 35 323 | 39 184 | 41 335 |

| 2002*  | 2010*  | 2012   | 2013   |
| ------ | ------ | ------ | ------ |
| 39 275 | 37 877 | 37 798 | 37 676 |

| 2016   | 2019   | 2021   | - |
| ------ | ------ | ------ | - |
| 37 716 | 37 541 | 37 478 | - |

## Nationalités
Au recensement de 2002, la population de Ioujnoouralsk comprenait
- 93,2 % de Russes ;
- 2,6 % d'Ukrainiens ;
- 1,3 % de Tatars ;
- 0,8 % de Biélorusses ;

## Économie
La principale entreprise de la ville est la centrale thermique de Ioujnoouralsk (en russe : Южноуральская ГРЭС), mise en service en 1952 et aujourd'hui exploitée par la société OGK-3. Sa capacité installée est de 882 MW.
D'autres usines sont importantes, comme l'usine de vannes et d'isolateurs de Ioujnoouralsk (ЮАИЗ), fondée en 1954 et transformée en société par actions en 1992.

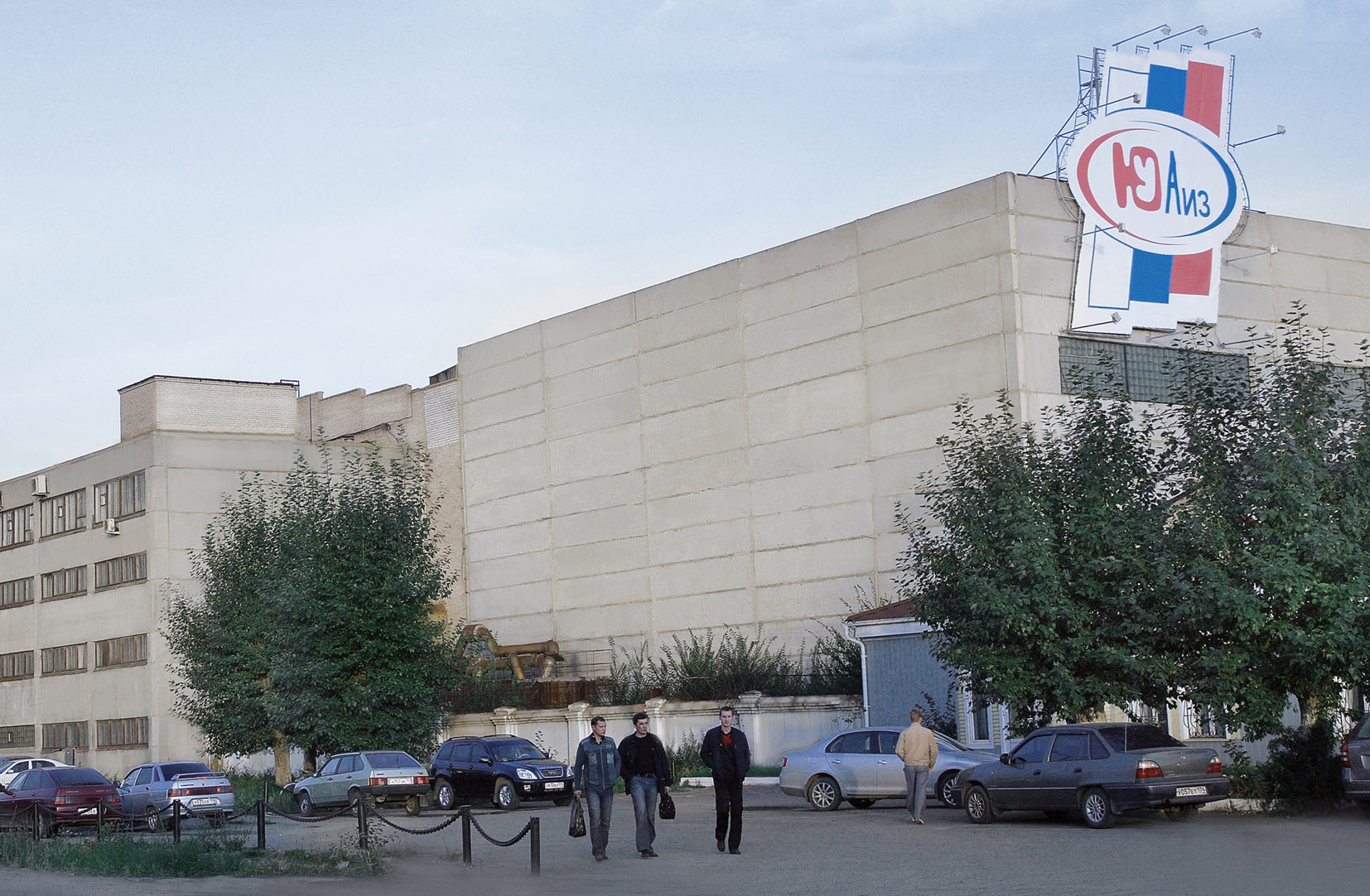
Usine de vannes et d'isolateurs de Ioujnoouralsk en 2013.